# Platyla cryptomena
Platyla cryptomena is een slakkensoort uit de familie van de Aciculidae. De wetenschappelijke naam van de soort is voor het eerst geldig gepubliceerd in 1877 door De Folin & Berillon.